# Il ponte di Remagen
Il ponte di Remagen (The Bridge at Remagen) è un film di guerra del 1969, diretto da John Guillermin.

## Trama
Marzo 1945: ultime fasi della Seconda Guerra Mondiale. Sul fronte occidentale, gli Alleati stanno velocemente penetrando in territorio tedesco. Ultimo ostacolo naturale, il Reno.
L'ultimo ponte rimasto intatto sul fiume è il Ludendorff-Brücke, un ponte ferroviario accanto al paese di Remagen, che così diventa un luogo strategico per fermare l'avanzata. L'avanguardia alleata è costituita dalla compagnia guidata dal cinico e ambizioso maggiore Barnes. Tra i suoi uomini figura il tenente Hartman, un soldato che malsopporta la continua decisione del suo superiore a spedire il suo reparto all'assalto per primo.
Dalla parte tedesca, al comando delle guarnigioni a difesa del ponte viene inviato dal generale von Brock, comandante del settore, il veterano maggiore Paul Krueger il quale ha l'incarico di farlo saltare non appena si renda disponibile l'esplosivo. Tuttavia, Krueger si oppone a tale ordine, perché facendo saltare il Ludendorff-Brücke circa 75.000 soldati tedeschi resterebbero intrappolati sulla riva occidentale del Reno.
Il generale von Brock, che condivide le idee del maggiore, acconsente a trasgredire gli ordini di Hitler, promettendo a Krueger di fargli trovare a Remagen 1600 uomini, nonché due battaglioni di carri Panzer in riserva; rincuorato, Krueger parte per Remagen. Giunto sul luogo, trova una realtà ben diversa: la guarnigione a difesa del ponte conta solo duecento soldati provati e demoralizzati, comandati dall'ormai disilluso capitano Schmidt. Il maggiore, dopo un rapido giro per la città allo scopo di conoscere le sue strutture difensive, ordina di minare il ponte come arriva l'esplosivo, mentre profughi e soldati in ritirata lo stanno attraversando.
Nel frattempo gli americani si stanno muovendo velocemente per raggiungere l'ultimo ponte, e il reparto di Hartman, perso il suo capitano in un agguato tedesco che lo lascia unico responsabile dell'unità, attacca subito dopo un bombardamento aereo la città di Remagen, giungendo sfinito al ponte dopo furiosi combattimenti per le strade con i nemici.
La missione degli americani è quella di distruggere il ponte e tagliare così la via di fuga ai tedeschi ancora presenti sulla riva occidentale del Reno. Capita però che all'improvviso gli ordini del generale Shinner cambiano: non più distruggere, ma conquistare il ponte. Hartman e i suoi uomini, dopo un'accesa discussione col maggiore Barnes, vengono mandati allo sbaraglio sul ponte, e qui decimati dal fuoco nemico, mentre gli artificieri americani cercano di disinnescare le cariche. Il maggiore Krueger però, riesce ad accendere l'innesco, ma il ponte resta in piedi nonostante l'esplosione; il motivo, è che la dinamite utilizzata era di bassa qualità.
Hartman ed i suoi uomini si lanciano quindi all'assalto nel tentativo di stabilire così una testa di ponte sulla riva opposta. Tuttavia, il fuoco incrociato delle mitragliatrici tedesche posizionate all'ingresso del tunnel e su un barcone posto di fianco al ponte, costringe presto gli americani a ripararsi dentro delle buche. Barnes, nel frattempo, sta facendo rimettere in sesto la rampa d'accesso al ponte, precedentemente danneggiata dalla battaglia in città, per consentire ai carri armati di giungere in soccorso alla squadra di Hartman.
Al calar della sera, un manipolo di americani, comandato dallo stesso Hartman e dal suo amico Angelo, sorprende e neutralizza i tedeschi asserragliati nel barcone. All'azione però, sopravvive solo Hartman.
Tra le linee tedesche, il maggiore Krueger, che non può chiedere più aiuto via telefono, constatando che ormai non può più difendere il ponte coi pochi uomini rimasti, decide di correre al comando del generale von Brock per chiedere rinforzi, lasciando il comando al capitano Schmidt.
Rientrato nelle linee amiche, sconvolto per quel che è accaduto, Hartman, all'arrivo dei carri armati, esce dalla buca ed inizia a camminare sul ponte, letteralmente allo scoperto, arrivando all'ingresso della galleria ferroviaria sull'altra sponda, dove trova ad attenderlo il capitano Schmidt e gli ultimi soldati tedeschi rimasti vivi, più una folla di civili terrorizzati, ricevendo la resa del nemico. Poco dopo la fine della battaglia, Hartman si sente chiamare da una voce proveniente dal fiume: è Angelo, sopravvissuto allo scontro sul barcone venendo solamente ferito.
Nel frattempo, Krueger arriva dal generale von Brock, ma ha la sorpresa di trovarlo agli arresti; il generale delle SS Gerlach, inviato da Hitler per chiarire i motivi della mancata distruzione del ponte, lo ha arrestato ed arresta pure lui con l'accusa di vigliaccheria. La mattina seguente, dopo un sommario processo per diserzione davanti al nemico, Krueger viene fucilato.
A Remagen, intanto, il reparto di Hartman viene finalmente mandato a riposo nelle retrovie, mentre truppe fresche americane attraversano il ponte per continuare l'invasione della Germania.

## Produzione
La trama è ispirata alla battaglia realmente accaduta e, nonostante l'enfasi di alcuni combattimenti (nel rispetto dei canoni del genere), ha una morale decisamente anti-militarista.
La Germania Ovest negò il permesso di girare il film su uno dei ponti sul Reno per l'eccessivo traffico commerciale presente lungo il fiume. La produzione optò allora per la città di Davle, in Cecoslovacchia, dove esisteva un ponte molto simile a quello di Remagen. Le torri e il tunnel ferroviario sono dei simulacri costruiti per le riprese.

## Il vero ponte

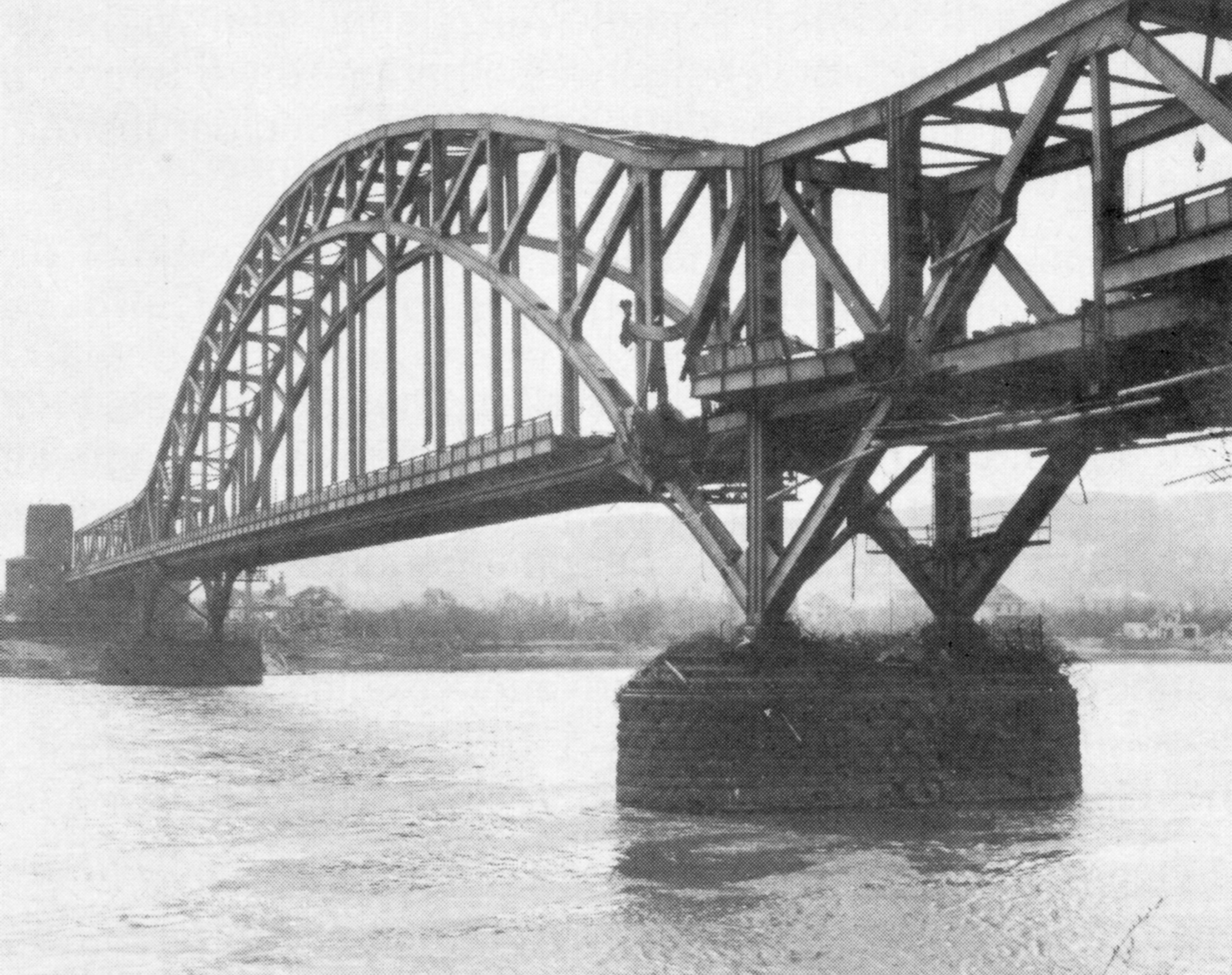
Il vero ponte di Remagen nel 1945

Il ponte Ludendorff venne preso (7-8 marzo) dalle truppe americane "apparentemente" ancora agibile, ma dieci giorni dopo crollò mentre veniva attraversato da alcuni mezzi americani, provocando anche dei morti. Crollò il 17 marzo 1945 e non fu mai più ricostruito.
Oggi esistono solo le torri sulle due sponde, che sono un museo in memoria della battaglia.